# Itaúna
Itaúna város Brazíliában, Minas Gerais államban. Lakosainak száma 97 669 fő (2022). Itaúna Carmo do Cajuru, Mateus Leme, Igaratinga, Itatiaiuçu és Pará de Minas községekkel határos.

## Népesség
A település népességének változása:
| Lakosok száma | 76 862 | 93 847 | 94 455 | 97 669 |
|               | 2000   | 2020   | 2021   | 2022   |